# Belagerung von Berwick (1318)
Schlachten des Ersten Schottischen Unabhängigkeitskrieges

Berwick – Dunbar – Stirling Bridge – Falkirk – Roslin – Stirling Castle – Methven – Dalry – Glen Trool – Loudoun Hill – Inverurie – Brander – Perth – Bannockburn – Berwick – Berwick – Myton – Byland – Weardale
Schlachten des Zweiten Schottischen Unabhängigkeitskrieges

Kinghorn – Dupplin Moor – Annan – Berwick – Halidon Hill – Boroughmuir – Culblean – Neville’s Cross
Die Belagerung von Berwick war eine Schlacht des Ersten Schottischen Unabhängigkeitskriegs. Seit 1315 wurde das von einer englischen Garnison besetzte Berwick von schottischen Truppen blockiert. Vermutlich in der Nacht vom 1. auf den 2. April 1318 eroberten die Schotten die Stadt schließlich durch Verrat.

## Vorgeschichte
Gegen Ende des 13. Jahrhunderts war Berwick die größte und wichtigste schottische Stadt gewesen. Zu Beginn des Krieges mit Schottland hatte der englische König Eduard I. 1296 die Stadt erobert und plündern lassen. Unter König Eduard II. waren die Befestigungen der Stadt erheblich verstärkt worden. Seit 1308 konnten die Schotten jedoch unter König Robert I. die englischen Truppen in Schottland zurückdrängen. Nach der Schlacht von Bannockburn und der Eroberung von Stirling Castle 1314 war das unweit der alten Grenze zu England gelegene Berwick die letzte schottische Festung, die in englischer Hand war.

## Blockade von Berwick
Nach der Schlacht von Bannockburn setzten schottische Truppen die englische Garnison von Berwick zunehmend unter Druck. Die Stadt wurde von schottischen Truppen zu Land bedroht, während flämische, mit Schottland verbündete Piraten wie John Crab englische Schiffe kaperten, die die Stadt versorgen sollten. Am 7. Januar 1316 konnte die englische Besatzung unter Maurice de Berkeley nur knapp einen von König Robert I. geführten schottischen Überraschungsangriff abwehren. Angeblich hatte der aus Frankreich stammende, auf schottischer Seite kämpfende Ritter Piers Libaud den Angriff verraten. Im Februar 1316 war die Besatzung so ausgehungert, dass die Besatzung das Fleisch ihrer toten Pferde essen musste. Berkeley wurde im Juni 1316 abgelöst, im Juni 1317 betraute Eduard II. die Bürger von Berwick mit der Verteidigung der Stadt. Zwischen ihnen und dem Kommandeur der englischen Soldaten kam es bald zu Spannungen.

## Eroberung der Stadt
Zu Beginn des Wintereinbruchs im Spätherbst 1317 stoppten die Schotten zunächst die direkten Angriffe auf Berwick.
Im Dezember 1317 ließ Robert I. aber im etwa zwanzig Kilometer von Berwick entfernten Aldcampus Belagerungsmaschinen bauen. Diese kamen jedoch nicht mehr vor Berwick zum Einsatz. Peter of Spalding, ein Bürger von Berwick, soll den schottischen Angreifern einen Weg in die Stadt ermöglicht haben. Angeblich war Spalding mit Robert Keith, dem Marischal of Scotland verwandt und hatte diesem seinen Verrat angeboten. Keith berichtete Robert I. davon, doch der König befürchtete zunächst, dass das Angebot eine Falle war. Dann beauftragte er aber seine erfahrenen Militärs Thomas Randolph, 1. Earl of Moray und James Douglas, das Angebot von Spalding anzunehmen. In der Nacht vom 1. auf den 2. April, nach anderen Angaben am Morgen des 28. März, führte Douglas einen Überraschungsangriff auf Berwick. Spalding war als Wache für den Mauerabschnitt zuständig, den Douglas und seine Männer auf Strickleitern emporkletterten. In einem heftigen Straßenkampf, in dem sich Sir William Keith of Galston auszeichnete, konnten die Schotten die Stadt erobern. Die eingeschlossene Besatzung von Berwick Castle wurde ausgehungert und ergab sich um den 18. Juni, etwa elf Wochen später.

## Folgen
Die Eroberung von Berwick war eine schwere Niederlage für die Engländer, der wenig später die Eroberung der kleineren Burgen Harbottle und Mitford in Northumberland folgte. Im Gegensatz zu den anderen Festungen, die die Schotten unter Robert I. zurückeroberten, wurden die Befestigungen von Berwick nicht geschleift. Im September 1319 belagerte König Eduard II. vergeblich Berwick. Erst nach der schottischen Niederlage in der Schlacht von Halidon Hill 1333 konnten die Engländer die Stadt zurückerobern.